# 王仁 (西汉)
王仁（？—3年），西汉外戚，王莽三叔平阿侯王譚之长子，王去疾、王閎、王向之兄。

## 生平
平阿安侯王谭死后，汉成帝永始元年（前16年）王仁嗣侯。汉哀帝在绥和二年（前7年）即位后，有司弹劾平阿侯王仁藏匿赵昭仪的亲属。于是在建平二年（前5年），他和新都侯王莽一起就国。元寿元年（前2年），日蚀。汉哀帝于是征召王莽及平阿侯王仁还京师侍太后王政君。汉平帝元始三年（3年），红阳侯王立和王仁性格一向刚强正直；王莽令大臣以罪过奏请皇帝遣送王立、王仁就国。群臣奏请尊王莽为安汉公。王莽以太皇太后的名义，颁下诏书，并派使节监督，强迫他们自杀。赐王立谥号荒侯，子王柱嗣，王仁谥号刺侯，子王述嗣。

## 子
- 平阿侯王述，公元4年嗣爵平阿侯，一直到26年去世，没有在新朝灭亡的23年被害。
- 王磐，马援的侄婿